# Ferrari F14 T
A Ferrari F14 T (fejlesztési kódnevén 665-ös) egy Formula–1-es versenyautó, melyet Nicholas Tombazis, Rory Byrne, és James Allison terveztek a Ferrari csapat számára a 2014-es Formula–1 világbajnokságra. Pilótái a kétszeres világbajnok Fernando Alonso és a csapathoz visszatérő Kimi Räikkönen voltak. Nevében a 14 a bevetési évszámot, a T a turbót jelenti, ugyanis az új szabályoknak megfelelően már turbómotorokkal versenyeztek az idényben. Ez volt az 1988-ban használt Ferrari F1/87/88 óta az első turbómotoros Ferrari.

## Áttekintés
A technika fejlődése és az új szabályok értelmében vadonatúj KERS és ERS rendszer került beépítésre, újfajta, nyolcsebességes váltómű és egy hatékonyabb állítható hátsó szárny (DRS). A szabályváltozások a dizájnt is érintették, a vetélytársakhoz képest valamivel laposabb "porszívóorrot" kapott a Ferrari. Megtartották az akkor senki más által nem használt vonórudas első felfüggesztést. Az idénynek egyedi rajtszámokkal vághattak neki a pilóták: Alonso a 14-es számot használta (régi gokartos rajtszám), Räikkönen pedig a 7-est (mert az előző évben is az volt). Megváltozott az autók festése is: az előző évben is már hazsnált fekete hangsúlyosabb lett, különösen az autók hátsó részén. Ennek kettős oka is volt: egyrészt jobban el lehetett olvasni a rajta lévő szponzorok nevét és egyéb feliratokat, másrészt segített leplezni a kíváncsiskodó szemek elől a technikai újításokat. A vörös és a fekete festés határára vékony fehér csíkokat festettek.
Két világbajnok pilótája ellenére a csapat ebben az évben egyáltalán nem volt sikeres. Mindössze két dobogót szereztek, mindkettőt Alonso révén, így 1993 óta az első év volt, hogy egyetlen versenyt sem nyertek. A csapat a negyedik helyen végzett az év végén.

## Eredmények
| Év   | Csapat           | Motor         | Gumik | Pilóták         | Nagydíjak  | Nagydíjak | Nagydíjak | Nagydíjak | Nagydíjak     | Nagydíjak | Nagydíjak | Nagydíjak | Nagydíjak      | Nagydíjak   | Nagydíjak    | Nagydíjak | Nagydíjak   | Nagydíjak | Nagydíjak | Nagydíjak   | Nagydíjak        | Nagydíjak | Nagydíjak               | Pontok | Helyezés |
| Év   | Csapat           | Motor         | Gumik | Pilóták         | Ausztrália | Malajzia  | Bahrein   | Kína      | Spanyolország | Monaco    | Kanada    | Ausztria  | Nagy-Britannia | Németország | Magyarország | Belgium   | Olaszország | Szingapúr | Japán     | Oroszország | Egyesült Államok | Brazília  | Egyesült Arab Emírségek | Pontok | Helyezés |
| ---- | ---------------- | ------------- | ----- | --------------- | ---------- | --------- | --------- | --------- | ------------- | --------- | --------- | --------- | -------------- | ----------- | ------------ | --------- | ----------- | --------- | --------- | ----------- | ---------------- | --------- | ----------------------- | ------ | -------- |
| 2014 | Scuderia Ferrari | Ferrari 059/3 | P     | Kimi Räikkönen  | 7          | 12        | 10        | 8         | 7             | 12        | 10        | 10        | KI             | 11          | 6            | 4         | 9           | 8         | 12        | 9           | 13               | 7         | 10                      | 216    | 4.       |
| 2014 | Scuderia Ferrari | Ferrari 059/3 | P     | Fernando Alonso | 4          | 4         | 9         | 3         | 6             | 4         | 6         | 5         | 6              | 5           | 2            | 7         | KI          | 4         | KI        | 6           | 6                | 6         | 9                       | 216    | 4.       |

Dőlt betű jelzi a leggyorsabb kört. A szezonzáró futamon dupla pontokat osztottak.

## Fordítás
- Ez a szócikk részben vagy egészben  a   Ferrari F14 T című angol Wikipédia-szócikk ezen változatának fordításán alapul.  Az eredeti cikk szerkesztőit annak laptörténete sorolja fel. Ez a jelzés csupán a megfogalmazás eredetét és a szerzői jogokat jelzi, nem szolgál a cikkben szereplő információk forrásmegjelöléseként.

## Forráshivatkozások
1. ↑  Scuderia Ferrari F14 T. f14t.ferrari.com. [2014. január 27-i dátummal az eredetiből archiválva]. (Hozzáférés: 2025. június 3.)
2. ↑  Official: Räikkönen seals Ferrari return (brit angol nyelven). GPUpdate.net. [2017. november 28-i dátummal az eredetiből archiválva]. (Hozzáférés: 2025. június 3.)
3. ↑  „Fernando Alonso signs new Ferrari contract”, BBC Sport, 2011. május 19. (Hozzáférés: 2025. június 3.) (brit angol nyelvű)
4. ↑  Noble, Jonathan. „Ferrari unveils its 2014 Formula 1 design, the F14 T”, Autosport.com. [2016. július 18-i dátummal az eredetiből archiválva] (Hozzáférés: 2025. június 3.) (angol nyelvű)